# Baseball ai Giochi della XXVII Olimpiade
Gli incontri di baseball ai Giochi della XXVII Olimpiade furono disputati al Sydney Baseball Stadium di Sydney dal 17 al 27 settembre.

## Formula
Al torneo hanno partecipato otto squadre. Tutte quante inserite in un girone all'italiana le cui prime quattro classificate accederanno alle semifinali del torneo. Le perdenti accederanno alla finale 3º-4º posto che assegnerà la medaglia di bronzo mentre le vincenti si qualificheranno alla finale del torneo che assegnerà la medaglia d'oro e la medaglia d'argento.

## Squadre qualificate
| Data | Evento                                   | Luogo   | Qualificate               |
| ---- | ---------------------------------------- | ------- | ------------------------- |
|      | Paese ospitante                          |         | Australia                 |
| 1999 | Qualificazioni americane                 | L'Avana | Stati Uniti Cuba          |
| 1999 | Campionati europei                       | Italia  | Paesi Bassi               |
| 1999 | Campionati asiatici                      | Seul    | Corea del Sud             |
| 2000 | Torneo di qualificazione olimpico finale |         | Sudafrica Italia Giappone |

## Calendario
| Totale | 1°T | 1°T | 1°T | 1°T |  | 1°T | 1°T | 1°T |  | SF | Finale | 1 |

|  | Qualificazioni |  | FINALI |

## Podio
| Oro | Argento | Bronzo |
| Stati Uniti Brent Abernathy Kurt Ainsworth Pat Borders Sean Burroughs John Cotton Travis Dawkins Adam Everett Ryan Franklin Chris George Shane Heams Marcus Jensen Mike Kinkade Rick Krivda Doug Mientkiewicz Mike Neill Roy Oswalt Jon Rauch Anthony Sanders Bobby Seay Ben Sheets Brad Wilkerson Todd Williams Ernie Young Tim Young | Cuba Omar Ajete Yovany Aragon Miguel Caldés Danel Castro José Contreras Yobal Dueñas Yasser Gómez José Ibar Orestes Kindelán Pedro Luis Lazo Omar Linares Oscar Macías Juan Manrique Javier Méndez Rolando Meriño Germán Mesa Antonio Pacheco Massó Ariel Pestano Gabriel Pierre Maels Rodríguez Antonio Scull Luis Ulacia Lázaro Valle Norge Luis Vera | Corea del Sud Jang Sung-Ho Chong Tae-Hyon Chung Min-Tae Jung Soo-Keun Hong Sung-Heon Jin Pil-jung Kim Dong-Joo Kim Han-Soo Kim Ki-Tae Kim Soo-Kyung Kim Tae-Gyun Koo Dae-Sung Lee Byung-Kyu Lee Seung-Ho Lee Seung-Yeop Lim Chang-Yong Lim Sun-Dong Park Jae-Hong Park Jin-Man Park Jong-Ho Park Kyung-Oan Park Seok-Jin Son Min-Han Song Jin-Woo |

## Prima fase
|  | Qualificate alle semifinali |
|  | Eliminate                   |

| Squadra       | Gioc | Vinte | Perse | Pt.fat | Pt.sub | Perc  |
| ------------- | ---- | ----- | ----- | ------ | ------ | ----- |
| Cuba          | 7    | 6     | 1     | 49     | 17     | 0.857 |
| Stati Uniti   | 7    | 6     | 1     | 42     | 13     | 0.857 |
| Corea del Sud | 7    | 4     | 3     | 41     | 27     | 0.571 |
| Giappone      | 7    | 4     | 3     | 33     | 26     | 0.571 |
| Paesi Bassi   | 7    | 3     | 4     | 21     | 23     | 0.428 |
| Italia        | 7    | 2     | 5     | 33     | 43     | 0.286 |
| Australia     | 7    | 2     | 5     | 30     | 41     | 0.286 |
| Sudafrica     | 7    | 1     | 6     | 11     | 63     | 0.143 |

| Data         | Ora¹  | Partita       | Partita | Partita       |
| ------------ | ----- | ------------- | ------- | ------------- |
| 17 settembre | 11:30 | Cuba          | 16 - 0* | Sudafrica     |
| 17 settembre | 12:30 | Giappone      | 2 - 4   | Stati Uniti   |
| 17 settembre | 18:30 | Corea del Sud | 10 - 2  | Italia        |
| 17 settembre | 19:30 | Australia     | 4 - 6   | Paesi Bassi   |
| 18 settembre | 11:30 | Cuba          | 13 - 5  | Italia        |
| 18 settembre | 12:30 | Corea del Sud | 3 - 5   | Australia     |
| 18 settembre | 18:30 | Stati Uniti   | 11 - 1  | Sudafrica     |
| 18 settembre | 19:30 | Giappone      | 5 - 4   | Paesi Bassi   |
| 19 settembre | 11:30 | Italia        | 13 - 0  | Sudafrica     |
| 19 settembre | 12:30 | Giappone      | 7 - 3   | Australia     |
| 19 settembre | 18:30 | Stati Uniti   | 6 - 2   | Paesi Bassi   |
| 19 settembre | 19:30 | Cuba          | 6 - 5   | Corea del Sud |
| 20 settembre | 11:30 | Giappone      | 6 - 1   | Italia        |
| 20 settembre | 12:30 | Paesi Bassi   | 4 - 2   | Cuba          |
| 20 settembre | 18:30 | Australia     | 10 - 4  | Sudafrica     |
| 20 settembre | 19:30 | Stati Uniti   | 4 - 0   | Corea del Sud |
| 22 settembre | 11:30 | Corea del Sud | 2 - 0   | Paesi Bassi   |
| 22 settembre | 12:30 | Cuba          | 1 - 0   | Australia     |
| 22 settembre | 18:30 | Giappone      | 8 - 0   | Sudafrica     |
| 22 settembre | 19:30 | Stati Uniti   | 4 - 2   | Italia        |
| 23 settembre | 11:30 | Sudafrica     | 3 - 2   | Paesi Bassi   |
| 23 settembre | 12:30 | Corea del Sud | 8 - 7   | Giappone      |
| 23 settembre | 18:30 | Italia        | 8 - 7   | Australia     |
| 23 settembre | 19:30 | Cuba          | 5 - 1   | Stati Uniti   |
| 24 settembre | 11:30 | Paesi Bassi   | 3 - 2   | Italia        |
| 24 settembre | 12:30 | Corea del Sud | 13 - 3  | Sudafrica     |
| 24 settembre | 18:30 | Cuba          | 6 - 2   | Giappone      |
| 24 settembre | 19:30 | Stati Uniti   | 12 - 1  | Australia     |

## Fase ad eliminazione diretta
|  | Semifinali    | Semifinali    | Semifinali |      |             | Finale 1º/2º posto | Finale 1º/2º posto | Finale 1º/2º posto |  |
|  |               |               |            |      |             |                    |                    |                    |  |
|  | Cuba          | Cuba          | 3          |      |             |                    |                    |                    |  |
|  | Cuba          | Cuba          | 3          |      |             |                    |                    |                    |  |
|  | Giappone      | Giappone      | 0          |      |             |                    |                    |                    |  |
|  | Giappone      | Giappone      | 0          |      | Stati Uniti | Stati Uniti        | 4                  |                    |  |
|  |               |               |            |      | Stati Uniti | Stati Uniti        | 4                  |                    |  |
|  |               |               | Cuba       | Cuba | 0           |                    |                    |                    |  |
|  | Stati Uniti   | Stati Uniti   | Cuba       | Cuba | 0           | 3                  |                    |                    |  |
|  | Stati Uniti   | Stati Uniti   |            |      |             | 3                  |                    |                    |  |
|  | Corea del Sud | Corea del Sud | 2          |      |             | Finale 3º/4º posto | Finale 3º/4º posto | Finale 3º/4º posto |  |
|  | Corea del Sud | Corea del Sud | 2          |      |             |                    |                    |                    |  |
|  |               |               |            |      |             |                    |                    |                    |  |
|  |               |               |            |      |             | Giappone           | Giappone           | 1                  |  |
|  |               |               |            |      |             | Giappone           | Giappone           | 1                  |  |
|  |               |               |            |      |             | Corea del Sud      | Corea del Sud      | 3                  |  |

### Semifinali
| 26 settembre |  | Cuba        | - | Giappone      | 3-0 |  | Sydney Baseball Stadium |
| 26 settembre |  | Stati Uniti | - | Corea del Sud | 3-2 |  | Sydney Baseball Stadium |

### Finale terzo/quarto posto
| 27 settembre |  | Giappone | - | Corea del Sud | 1-3 |  | Sydney Baseball Stadium |

### Finale
| 27 settembre |  | Stati Uniti | - | Cuba | 4-0 |  | Sydney Baseball Stadium |